# Cupania schizoneura
Cupania schizoneura är en kinesträdsväxtart som beskrevs av Ludwig Radlkofer. Cupania schizoneura ingår i släktet Cupania och familjen kinesträdsväxter. Inga underarter finns listade i Catalogue of Life.